# Fox-terrier
Pour les articles homonymes, voir Fox.
 (février 2021).
Si vous disposez d'ouvrages ou d'articles de référence ou si vous connaissez des sites web de qualité traitant du thème abordé ici, merci de compléter l'article en donnant les références utiles à sa vérifiabilité et en les liant à la section « Notes et références ».

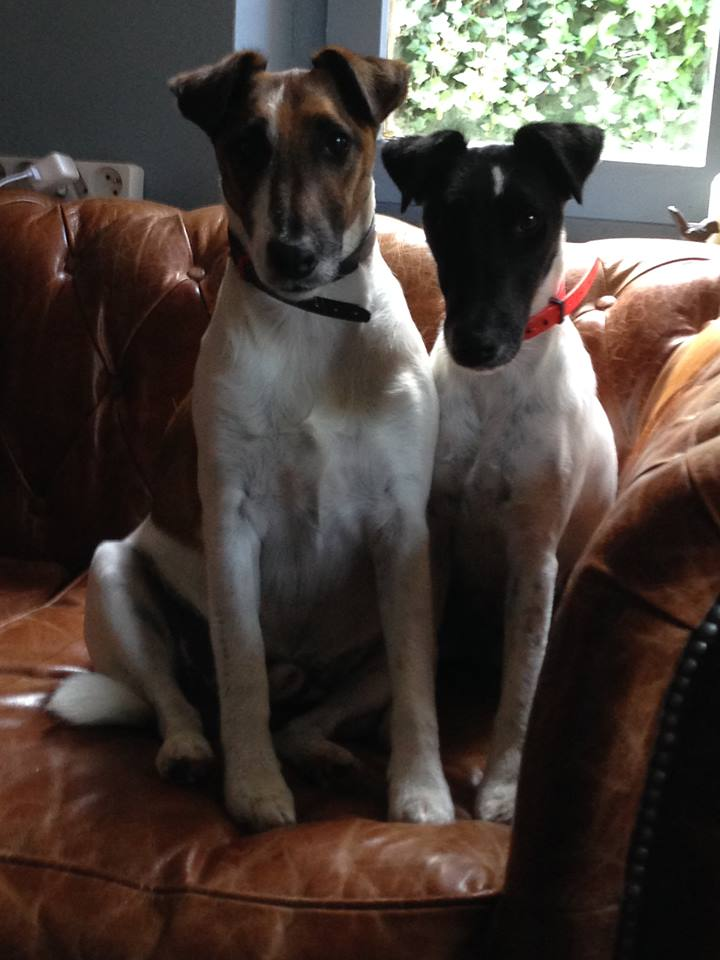
Fox-terrier à poil lisse mâle trois couleurs et femelle tête noire corps blanc.

Le nom fox-terrier (de l'anglais fox, signifiant renard) se réfère, en réalité, à deux  races de chiens : le fox-terrier à poil lisse (smooth fox terrier en anglais) et le fox-terrier à poil dur (wire fox terrier en anglais). Au XIXe siècle, ils étaient utilisés lors de la chasse au renard pour sortir les renards de leurs terriers (d'où son nom), facilitant ainsi la tâche du chasseur qui l'accompagnait. Son pelage est hypoallergène.

## Origine

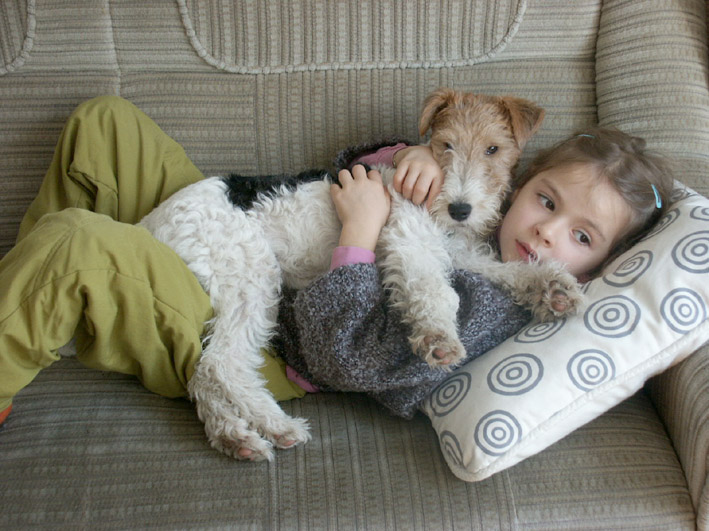
Fox-terrier à poil dur avec une petite fille.

Son origine remonte environ au XVIIe siècle, où la race fut créée en Angleterre, probablement par croisement entre des beagles, foxhounds et teckels. Cette race était principalement utilisée afin d'aider à la chasse du renard. Sans ce chien, cette chasse échouait lorsque le renard atteignait son terrier. Mais la petite taille du fox-terrier lui permettait d'aller déloger sa proie au fond de son trou. Le fox-terrier devait passer des épreuves pour se montrer apte à accompagner l’homme dans cette activité :
- il devait avoir la même rapidité que les chiens courants ;
- il devait être assez petit pour aller chercher le renard au fond de sa tanière ;
- il devait être assez robuste et rusé pour pouvoir affronter sa proie, car le renard pouvait très bien se retourner et choisir le combat.

Le fox-terrier est l'une des races de terriers les plus anciennes. Le terme « terrier » était générique jusqu'à la dernière partie du XIXe siècle, et se rapportait à un groupe de chiens de type et de taille variable qui ont été sélectionnés pour la chasse. Le premier fox-terrier était un chien appelé le foiler ou vieux foiler, enregistré par la CIRCA[Quoi ?] en 1875, et la race a ainsi continué le processus d'étalonnage. L’amélioration des types de races a mené à l’attribution des nouveaux noms que l’on retrouve de nos jours. La race s'est stabilisée autour de quelques caractéristiques : taille moyenne, pelage tricolore, museau allongé, petites oreilles en forme de V retombant en avant, pattes fines et développées.

## Races

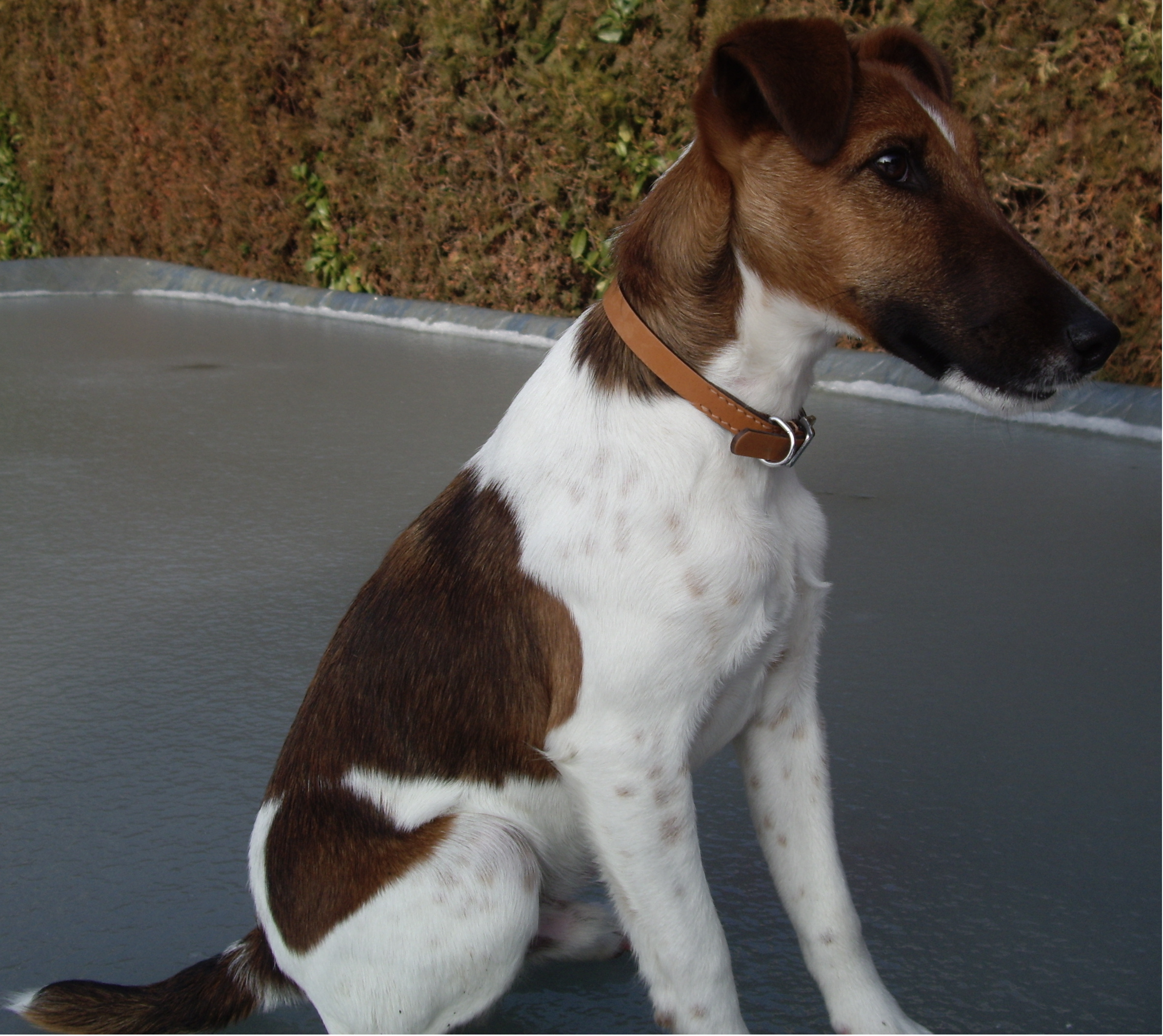
Fox-terrier à poil lisse.

Il existe deux races de fox-terrier : le fox-terrier à poil lisse et le fox-terrier à poil dur. Ils n'ont été élevés indépendamment en Angleterre qu'à partir de la fin du XIXe siècle. Ces deux races de terriers sont pourtant très semblables, la seule différence notable étant le pelage : le fox terrier à poil lisse a donc le poil plat et le fox-terrier à poil dur un pelage plus long avec une texture dense et raide.

## Caractère
Le fox-terrier est petit par sa taille, mais sa vélocité, son agilité et sa mâchoire allongée aux crocs très acérés pour sa taille lui permettent de tenir tête à des chiens de plus grande taille. Pour cette raison et son port de tête haut, le fox-terrier passe souvent pour prétentieux. En réalité, le fox-terrier est vif, intelligent et adaptable. Il est volontiers joueur, mais saura aussi veiller sur les enfants, avec qui il est très gentil. S'il est bien sociabilisé, le fox-terrier peut s'entendre facilement avec d'autres chiens. Très exigeant vis-à-vis de son maître, il supporte peu d'être enfermé ou mis en laisse. Il peut faire un bon gardien. Son éducation doit être positive. Le fox-terrier ne se laissera pas faire si on est brutal avec lui. Le laxisme comme le rapport de force sont déconseillés. Ils peuvent être obéissants mais ils sont confiants et sûrs d'eux. Il faut leur procurer un exercice quotidien suffisant afin de garantir leur équilibre physique et mental. 

## Toilettage

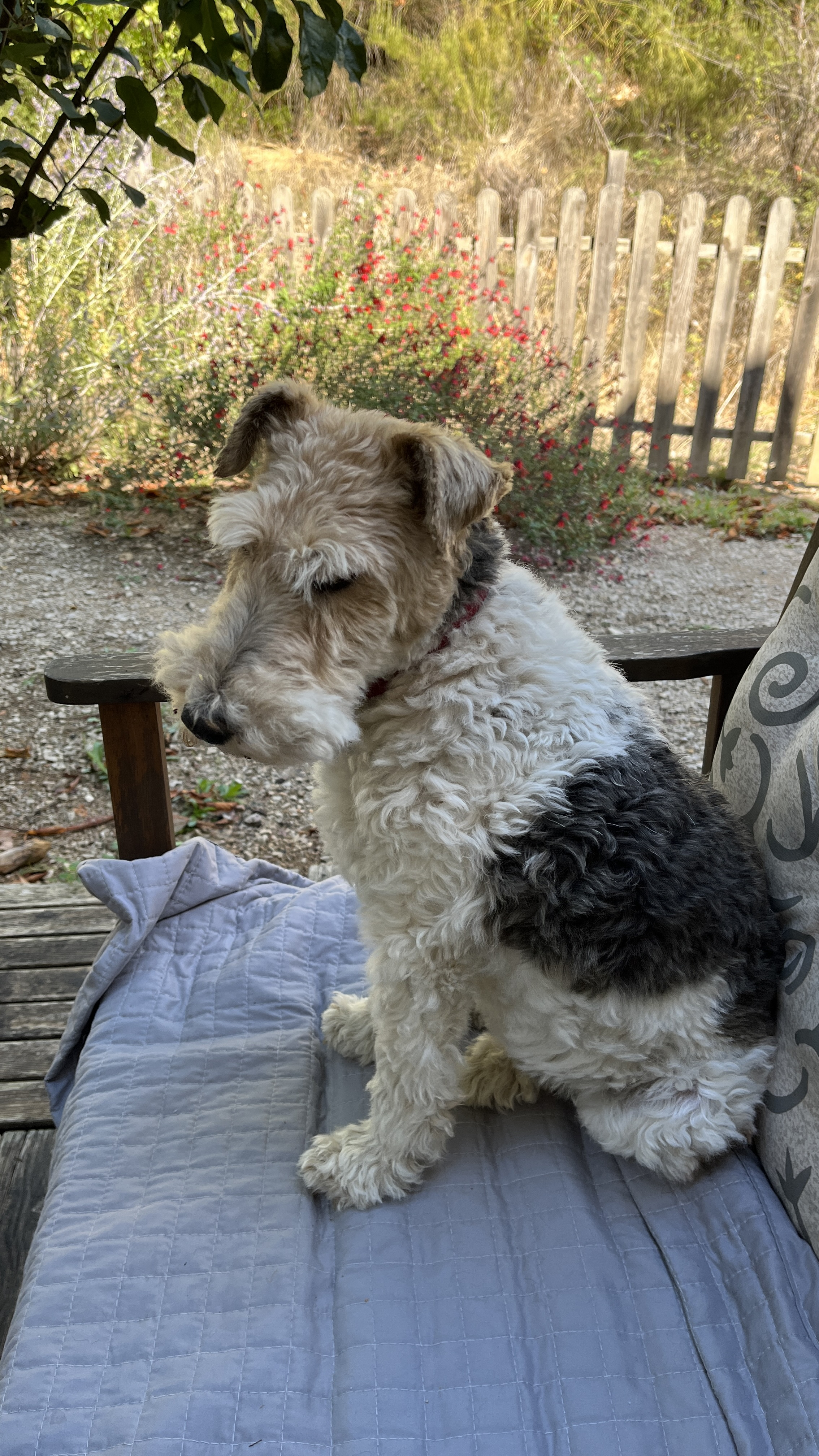
Femelle fox-terrier à poil dur.

L'épilation est très suggérée, mais les poils du fox-terrier peuvent aussi être tondus, bien que le poil perde souvent de ses couleurs et ait tendance à friser. Pour le fox terrier à poil lisse, il n'est pas nécessaire de toiletter le pelage. Toutefois, il est conseillé de brosser celui-ci afin qu'il ne tombe pas en permanence.

## Dans la littérature
- Milou (Hergé, Les Aventures de Tintin)   accompagnateur de son maître Tintin
- Montmorency (Jerome K. Jerome, Trois hommes dans un bateau)
- Yaguaï (Horacio Quiroga, Contes d'amour de folie et de mort)
- Bob (Agatha Christie, Témoin muet)
- D'Artagnan (Robert Belfiore, série Les écrans de brume)